# 998
Évszázadok: 9. század – 10. század – 11. század
Évtizedek: 940-es évek – 950-es évek – 960-as évek – 970-es évek – 980-as évek – 990-es évek – 1000-es évek – 1010-es évek – 1020-as évek – 1030-as évek – 1040-es évek
Évek: 993 – 994 – 995 – 996 –  997 – 998 – 999 – 1000 – 1001 – 1002 – 1003

## Események
- május – III. Ottó német-római császár haddal vonul Itáliába, elfogja XVI. János ellenpápát, megvakíttatja és megcsonkíttatja, majd egy kolostorba száműzi.[1][2]
- az év folyamán – Szamszam ad-Davla, a fárszi és kermáni emír meggyilkolását követően fivére, az Irakot uraló Bahá ad-Davla szerzi meg tartományait.

## Halálozások
- Szamszam ad-Davla fárszi és kermáni emír
- Abu l-Vafá Muhammad ibn Muhammad al-Búzdzsáni csillagász és matematikus (* 940)